# Capanna Alzasca

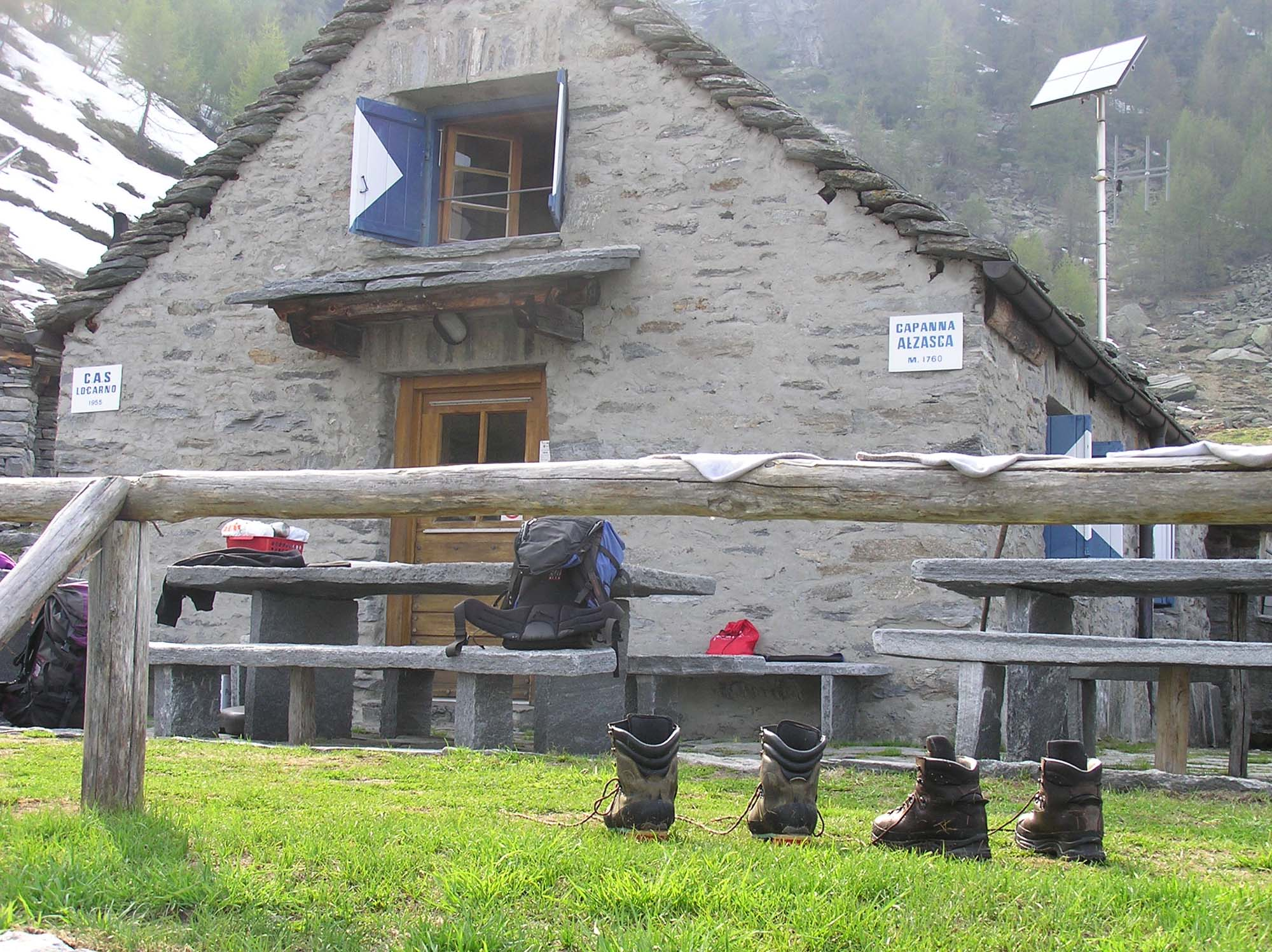

La Capanna Alzasca è un rifugio alpino situato nel comune di Maggia, nel Canton Ticino, nella valle di Soladino, nelle Alpi Lepontine, a 1.734 m s.l.m.

## Storia
Fu inaugurata nel 1956, riattata nel 1984 e nel 1997.

## Caratteristiche e informazioni
La capanna è disposta su due piani, con refettorio unico per un totale di 30 posti. Sono a disposizione piani di cottura sia a legna che a gas, completi di utensili di cucina. I servizi igienici e l'acqua corrente sono all'interno dell'edificio. Il riscaldamento è a legna. L'illuminazione è prodotta da pannelli solari. I posti letto sono suddivisi in una stanza nella cascina principale e una seconda nella cascina più piccola.

## Accessi
- Someo 378 m - è raggiungibile sempre anche con l'autobus di linea (linea 315). - Tempo di percorrenza: 4 ore - Dislivello: 1.356 metri - Difficoltà: T2
- Vergeletto 905 m - è raggiungibile sempre anche con l'autobus di linea (linea 325). - Tempo di percorrenza: 4 ore - Dislivello: 829 metri - Difficoltà: T2
- Gresso 994 m - è raggiungibile sempre anche con l'autobus di linea (linea 325).  - Tempo di percorrenza: 4 ore - Dislivello: 740 metri - Difficoltà: T2

## Attraversamenti di capanne vicine
- Da Capanna Alpe Canaa in 3 ore e 45 minuti.

## Escursioni
- Lago d'Alzasca 1.855 m - Tempo di percorrenza: 25 minuti - Dislivello: 121 metri - Difficoltà: T2
- Bocchetta di Cansgéi 2.056 m - Tempo di percorrenza: 1 ora - Dislivello: 322 metri - Difficoltà: T2
- Bocchetta di Doia 2.074 m - Tempo di percorrenza: 1 ora - Dislivello: 340 metri - Difficoltà: T2

## Ascensioni
- Pizzo Alzasca 2.262 m - Tempo di percorrenza: 2 ore - Dislivello: 528 metri
- Pizzo Cramalina 2.167 m - Tempo di percorrenza: 1 ora e 30 minuti - Dislivello: 433 metri
- Pizzo Molinera 2.291 m - Tempo di percorrenza: 2 ore - Dislivello: 557 metri

## Traversate
- Capanna Ribia 4 ore
- Capanna Alpe d'Arena 6 ore
- Capanna Alpe Salei 7 ore
- Capanna Grossalp 8 ore